# Agora (fornlämning)
Agora är en fornlämning i Grekland.   Den ligger i prefekturen Nomarchía Athínas och regionen Attika, i den sydöstra delen av landet, i huvudstaden Aten. Agora ligger 61 meter över havet.
Terrängen runt Agora är kuperad norrut, men söderut är den platt.Runt Agora är det mycket tätbefolkat, med 6 472 invånare per kvadratkilometer. Närmaste större samhälle är Aten, 0,72 km nordväst om Agora. Runt Agora är det i huvudsak tätbebyggt.